# Partito dell'Alleanza Socialista Popolare
Il Partito dell'Alleanza Socialista Popolare (in arabo حزب التحالف الشعبي الإشتراكي‎?, è un partito politico egiziano d'impronta socialista nato durante le rivolte del 2011.
I suoi membri provengono dalle organizzazioni sociali di sinistra e alcuni dal Tagammu  (l'unico partito di sinistra legale sotto il regime di Hosni Mubarak).
Alle elezioni legislative, il partito ottenne 7 seggi all'Assemblea del popolo.
Il partito ha fatto parte del Blocco Egiziano fino al 2011, poi ha aderito alla Coalizione Rivoluzionaria Democratica, nata nel 2012 dopo un rinnovamento della Coalizione delle Forze Socialiste.